# Liste des cavités naturelles les plus longues du Bas-Rhin

Département du Bas-Rhin.

La liste des cavités naturelles les plus longues du Bas-Rhin recense sous la forme d'un tableau, les cavités souterraines naturelles connues, dont le développement est supérieur ou égal à dix mètres.
La communauté spéléologique considère qu'une cavité souterraine naturelle n'existe vraiment qu'à partir du moment où elle est « inventée » c'est-à-dire découverte (ou redécouverte), inventoriée, topographiée et publiée. Bien sûr, la réalité physique d'une cavité naturelle est la plupart du temps bien antérieure à sa découverte par l'homme ; cependant tant qu'elle n'est pas explorée, mesurée et révélée, la cavité naturelle n'appartient pas au domaine de la connaissance partagée.
La liste spéléométrique des plus longues cavités naturelles du Bas-Rhin (≥ 10 m) est  actualisée fin 2018.
La plus longue cavité répertoriée dans le département du Bas-Rhin est la Vitsgrotte (cf. ligne 1 du tableau ci-dessous).

## Bas-Rhin (France)

### Cavités de développement supérieur ou égal à10m
3 cavités sont recensées au 31-12-2018.
| Réf. | Cavités (autres noms)     | Communes | Massifs ou zones géographiques | Coordonnées (WGS 84)        | Développement (en mètres) | Dénivelée (en mètres) | Sources ou références             | Mises à jour |
| ---- | ------------------------- | -------- | ------------------------------ | --------------------------- | ------------------------- | --------------------- | --------------------------------- | ------------ |
| 1    | Vitsgrotte                | Saverne  |                                | 48° 43′ 46″ N, 7° 19′ 22″ E | +0 00024, m               | +0000, m              | Spéléométrie de la France & IKARE | 2000-00      |
| 2    | Grotte des Francs-tireurs | Haegen   |                                | 48° 41′ 32″ N, 7° 15′ 36″ E | +0 00014, m               | +0000, m              | Spéléométrie de la France & IKARE | 2000-00      |
| 3    | Brotschgrotte             | Haegen   |                                | 48° 42′ 09″ N, 7° 19′ 33″ E | +0 00012, m               | +0000, m              | Spéléométrie de la France & IKARE | 2000-00      |